# Elefthería Eleftheríu
Elefthería Eleftheríu (görög betűkkel: Ελευθερία Ελευθερίου Paralimni, Ciprus, 1989. május 12. –), művésznevén Elle (Ελλε) görög ciprióta énekesnő.

## Életrajz
Eleftheria Eleftheriou énekesnő 1989. május 5-én született a ciprusi Paralimniben.
Iskolás évei alatt zongora és énekelméleti órákat vett. 16 éves korában szólista karrierbe kezdett a ciprusi RIK közszolgálati televízió nemzeti folk zenekarában, továbbá több zenei versenyen is részt vett. Középfokú tanulmányai elvégzése után, zenei és előadói tanulmányait a londoni Surrey Egyetemen folytatta tovább.
Közismertté a 2010-es görög X-Faktor 2. évadja után vált, annak ellenére hogy nem nyerte meg a tehetségkutató műsort, jó benyomást tett mindenkire. A show műsor után már Szákisz Ruvásszal énekelt, szintén ugyanebben az évben európai és ausztráliai körútra ment Nikosz Vertisz görög énekessel is.
2012. március 12-én rendezett görög nemzeti döntőben a közönség döntése alapján, ő képviselhette Görögországot a 2012-es Eurovíziós Dalfesztiválon a Aphrodisiac című dalával.

## Diszkográfia

### Digitális kislemezek
- 2010 - Kentro Tou Kosmou (angol verzió: Tables are turning)
- 2010 - Otan Hamilonoume To Fos
- 2011 - Never
- 2012 - Aphrodisiac

### Zenei videók
- 2010 - Kentro Tou Kosmou
- 2011 - Never
- 2012 - "Hearts Collide"

### Albumok
- 2012 - Hearts Collide